# Aching Beauty
Aching Beauty est un groupe de rock français, originaire de Paris, en Île-de-France. Il est formé en 1997, et dissous dix ans plus tard, en 2007.

## Biographie
Le groupe est formé en 1997 par Vincent Rémon, Fabien Labonde et Antoine de Mieulle et évolue à l'époque dans un style progressif comparable à celui de Dream Theater. Ils construisent leur réputation sur les scènes de la région parisienne, avec un style technique encore peu abordé à l'époque. 
En 2001, Aldric de Montfort et Julien Guillemet intègrent le groupe, qui sort alors son premier EP trois titres : One More Step. Ils enchainent ensuite de nombreuses scènes (La Locomotive, La Maroquinerie, Le New Morning) où ils affirment leur style avant de rentrer en studio pour leur premier album. L'Ultima Ora sort en novembre 2004 sur le label Brennus Music/Musea. L'album est chaleureusement accueilli par la presse spécialisée.
La même année, un extrait de cet album, Pairsonality, figure sur la compilation Into a Heavy Circle du label Le Cercle Métal.
Ils jouent le 12 février 2005 à la Scène-Bastille (Paris), avec Jadallys et Innerchaos. 
En 2006, le groupe opère un tournant musical, mettant de côté le caractère metal progressif pour aborder un style rock indépendant plus classique et efficace. C'est à ce moment que les textes du groupe passent de l'anglais au français. Cette évolution musicale provoque le départ de Fabien Labonde, qui quitte les claviers et est remplacé par Vincent Paget.En 2007, Aching Beauty enregistre leur dernier single : Virtuelle amnésie qui figurera sur la compilation Underground Rising éditée par Cheapnoiz Records. Mais cette nouvelle direction musicale n'aboutira pas et Aching Beauty met fin à son activité en 2007.
En 2018, Vincent Rémon (basse) et Fabien Labonde (synthétiseurs) fondent un nouveau groupe, 101010, avec Benoît Blin (guitares : Devianz - Monolithe).
En 2023, Aching Beauty se reforme temporairement avec ses membres historiques pour réenregistrer intégralement le titre Pendulum, qui n'avait jamais été diffusé officiellement sur les plateformes numériques. Le titre est réarrangé et réinterprété avec des invités : Benoît Blin (Monolithe, Devianz, 101010), Gregory Erb (The Holiday Armadillo) et Dan Tordjman.

## Discographie
- 2001 : One More Step
- 2003 : Live Unplugged at the New Morning
- 2004 : L'Ultima Ora
- 2007 : Virtuelle amnésie (single présent sur la compilation Underground Rising, éditée par Cheapnoiz Records)
- 2023 : Pendulum